# Kliment Kolesnikov
Kliment Andrejevitj Kolesnikov (ryska: Климент Андреевич Колесников), född 9 juli 2000, är en rysk simmare.

## Karriär

### 2021
Kolesnikov tog silver på 100 meter ryggsim och brons på 100 meter frisim vid OS i Tokyo 2021. Kolesnikov tog sig även till semifinal på 50 meter frisim, där han slutade på delad nionde plats samt var en del av Ryska olympiska kommitténs lag som slutade på sjunde plats på 4×100 meter frisim.
I november 2021 vid kortbane-EM i Kazan tog Kolesnikov tre guld: 100 meter frisim samt 50 och 100 meter ryggsim. Han var även en del av Rysslands stafettlag som tog silver på 4×50 meter medley samt brons på 4×50 meter frisim och 4×50 meter mixed medley. I december 2021 vid kortbane-VM i Abu Dhabi tog Kolesnikov sex medaljer. Individuellt tog han guld på 50 meter ryggsim och 100 meter medley samt silver på 100 meter ryggsim. I lagkapperna var han med och tog guld på 4×100 meter frisim, 4×50 meter medley samt brons på 4×100 meter medley.